# Pansexualisme
Pour l'orientation sexuelle, voir Pansexualité.
Le pansexualisme (du grec pan : tout) désigne la doctrine qui veut que tout acte s'expliquerait par une motivation sexuelle inconsciente. Le mot dénonce l'explication par la libido de tous les phénomènes humains. Cette doctrine a parfois été attribuée à Freud, bien que ce dernier l'ait contestée.

## Les «résistances émotionnelles» de Bleuler
Selon Gilles-Olivier Silvagni et Christian Godin, le terme a été inventé par Eugen Bleuler pour discréditer le freudisme, c'est-à-dire la théorie présentée par Sigmund Freud en 1905 dans les Trois essais sur la théorie sexuelle. Bleuler précise ainsi sa critique : « En fait si quelqu'un n'a cessé de dire que dans la sexualité il y a autre chose que du génital, c'est bien Freud. Dire qu'une chaste caresse ou un sourire ont une dimension sexuelle ou un sens  sexuel, cela ne veux pas dire que ce sont des actes sexuels. » On peut encore y lire « Ceux qui lui reprochait de tout réduire au sexuel, Freud les renvoyait à Platon qui liait en un même désir (personnifié par Éros) le désir amoureux et le désir de philosopher »
La désignation de pansexualisme créée par Eugen Bleuler fait suite à de nombreux échanges de courriers, Bleuler réclamant des preuves à Freud, et Freud répondant que le problème est une « résistance émotionnelle » de Bleuler.
Dès juin 1905, Bleuler adresse par courrier son ressenti à Freud sur son livre Trois essais sur la théorie sexuelle : il pointe un manque de détail et de preuve et précise « Étant donné l’absence complète de termes psychologiques précis dans notre langage, ce dernier point ne peut être montré que par des exemples » (souligné dans l’original) ». Il accorde néanmoins à Freud la possibilité qu'il dise juste : « Jusqu’à maintenant vous avez prouvé avoir raison sur chaque point, et ainsi je suppose que vous avez raison ici aussi – mais je ne le vois pas tout à fait » ».
Puis Bleuler répond à Freud qui lui a manifestement parlé de résistance émotionnelle : « Je ne suis pas conscient d’une lutte – comme vous l’appelez – contre la théorie. Et je ne trouve pas de raison en moi pour une telle lutte… Toutefois, je ne sais pas encore en vertu de quoi ma résistance contre votre petit livre sur la sexualité… serait une résistance émotionnelle » (14.10.1905), et il renchérit dans le courrier suivant, après avoir relu les Trois essais : « Je crois encore que ma résistance contre certaines déductions n’est pas émotionnelle… Ce qui me manque, c’est le matériel à partir duquel vous avez tiré vos conclusions » (17.10.1905). et questionne « Où la résistance peut-elle se trouver, si c’est une résistance ? » (5.11.1905).
Freud persiste, en 1910, à dire à Bleuler : « Je crois que vous avez une résistance intérieure », et en 1912 : « Je sais, cependant, que la résistance contre la psychanalyse est de nature émotionnelle et que vous cherchiez des excuses ». Et Freud « prédit dans cette lettre que dans ces conditions, les "relations personnelles amicales" ne survivront pas entre lui et Bleuler ».

### Polémique entre Jung et Freud
Le débat autour du concept de libido, en 1912, met le feu aux poudres. Par exemple, dans les rapports entre Jung et Freud, le cas de Daniel Paul Schreber, auteur des Mémoires d'un névropathe, exacerbe les différences de point de vue. Alors que Freud en fait une preuve de sa théorie, Jung explique qu'il ne peut pas le suivre dans cette voie : « la suppression de la fonction de réalité dans la demencia praecox ne se laisse pas réduire au refoulement de la libido (définie comme faim sexuelle), du moins, moi, je n'y arrive pas » .
De son côté, Freud ne présente pas une divergence de point de vue et explique que « c'est le désir d'éliminer ce qu'il y a de choquant dans les complexes familiaux, afin de ne pas retrouver ces éléments choquants dans la religion et la morale, qui a dicté à Jung toutes les modifications qu'il a fait subir à la psychanalyse ».

### Utilisations du mot
En 1921, dans Cinq leçons sur la psychanalyse, Freud reprend ce mot pour critiquer une confusion : « A moi vous empruntez la nature sexuelle de la libido, à Jung sa signification générale. Et ainsi se trouve créé, dans la fantaisie des critiques, un pansexualisme qui n'existe ni chez moi, ni chez Jung.» »
Simone de Beauvoir fait a posteriori un pont avec Sade en écrivant en 1955 : « Il est remarquable, par exemple, qu'en 1795 Sade écrive : L'acte de jouissance est une passion qui j'en conviens subordonne à elle toutes les autres ; mais qui les réunit en même temps. Non seulement dans la première partie de ce texte Sade pressent ce qu'on a appelé le 'pansexualisme' de Freud, il a fait de l'érotisme le ressort primordial des conduites humaines [...] »